# Берники (Тверская область)
Берники — деревня в Селижаровском муниципальном округе Тверской области.

## География
Находится в западной части Тверской области на расстоянии приблизительно 2 км на север по прямой от административного центра округа поселка Селижарово на левом берегу речки Селижаровка.

## История
Деревня была отмечена еще на карте Менде (состояние местности на 1848 год). В 1859 году здесь (деревня Осташковского уезда Тверской губернии) было учтено 10 дворов, в 1939 — 24. До 2017 года входила в состав Ларионовского сельского поселения, с 2017 по 2020 год в составе Селижаровского сельского поселения Селижаровского района до их упразднения.

## Население
Численность населения: 80 человек (1859 год), 22 (русские 77 %) 2002 году, 22 в 2010.